# Pigeon Lake Provincial Park
Pigeon Lake Provincial Park är en park i Kanada.   Den ligger i provinsen Alberta, i den centrala delen av landet, 2 900 km väster om huvudstaden Ottawa. Pigeon Lake Provincial Park ligger 880 meter över havet. Den ligger vid sjön Pigeon Lake.
Terrängen runt Pigeon Lake Provincial Park är platt. Runt Pigeon Lake Provincial Park är det mycket glesbefolkat, med 3 invånare per kvadratkilometer..
Omgivningarna runt Pigeon Lake Provincial Park är en mosaik av jordbruksmark och naturlig växtlighet.